# Shibuya C. C. Lemon Hall

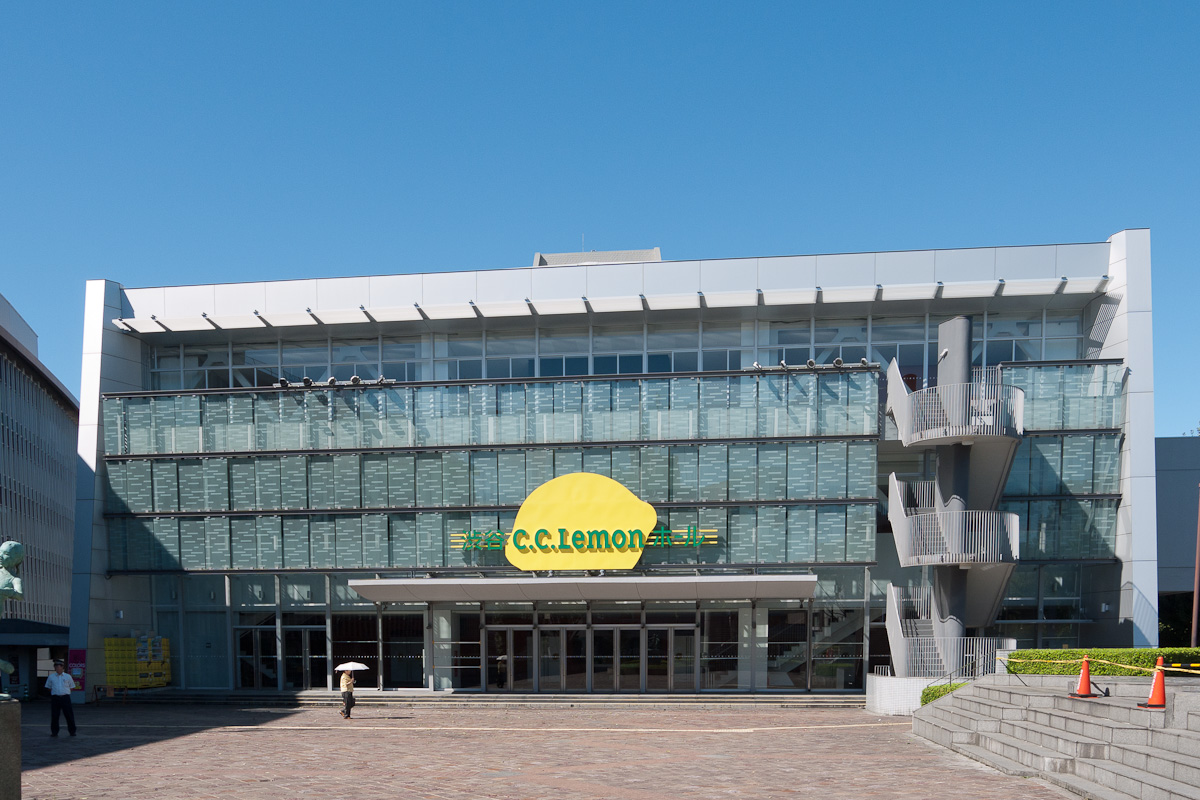
Die Shibuya C. C. Lemon Hall im Jahr 2011

Die Shibuya Kōkaidō (jap. 渋谷公会堂, dt. etwa „Stadthalle Shibuya“, englisch Shibuya Public Hall) ist ein Theater im Tokioter Stadtteil Shibuya (eigentlich Udagawachō) im Bezirk Shibuya, Präfektur Tokio. Es wurde im Jahr 1964 vollendet. Während der Olympischen Sommerspiele 1964 fanden dort die Wettbewerbe im Gewichtheben statt. Die Namensrechte wurden von der Bezirksverwaltung zunächst an Dentsū, dann an den Getränkehersteller Suntory verkauft; danach hieß die Halle bis 2011 nach dem Softdrink C. C. Lemon Shibuya C.C. Lemon Hall (渋谷C.C.Lemonホール).
Im Jahr 2008 hatte der Sänger Jun Jin hier sein erstes Konzert.